# Xantina oxidase
A xantina oxidase (também designada como XO ou XAO) é uma forma enzimática que gera espécies reactivas de oxigénio.
Catalisa a oxidação de hipoxantina para xantina e pode catalisar ainda, de seguida, a oxidação da xantina para ácido úrico. Esta enzima desempenha um papel importante no catabolismo de purinas em algumas espécies incluindo os seres humanos.